# Elizaveta Zarubina
Elizaveta "Zoya" Yulyevna Zarubina (en ruso: Елизавета Юлиевна Зарубина; 1 de enero de 1900-14 de mayo de 1987), nacida como Ester Yoelevna Rosentsveig (Эстер Иоэльевна Розенцвейг), fue una espía soviética y podpolkovnik del MGB. Era conocida como Elizabeth Zubilin cuando servía en Estados Unidos, además de Elizaveta Gorskaya.

## Primeros años
Nació en Rzhavyntsi, en el Uyezd de Khotyn de la Gobernación de Besarabia del Imperio Ruso (actualmente en Ucrania) y era hija de una pareja judía, Yoel e Ita Rosentsveig. Estudió historia y filología en universidades de Rumanía, Francia, y Austria, y hablaba inglés, francés, alemán, rumano, ruso e ídish. 

## Carrera
Zarubina fue una de las reclutadoras de agentes secretos más exitosas de la historia, estableciendo su red ilegal propia de migrantes judíos de Polonia, a muchos de los cuales ayudó a huir de Europa durante el auge del nazismo, y llegó a reclutar a uno de los asistentes del físico nuclear Leó Szilárd, el cual le proporcionó grandes cantidades de información técnica. Se casó con el espía jefe (rezident) al servicio soviético Vasily Zarubin. Zarubina participó de manera activa en el movimiento revolucionario en Besarabia después de la Primera Guerra Mundial. En 1919, se hizo miembro del Komsomol de Besarabia. Elizabeth se incorporó al sistema de inteligencia soviético en 1924. En 1923, se hizo miembro del Partido Comunista de Austria. Entre 1924 y 1925, trabajó en la embajada y en la oficina comercial de la URSS en Viena; de 1925 a 1928, trabajó en para el espía jefe en Viena.
En 1929, Elizabeth y Yakov Blumkin fueron enviados de manera ilegal a Turquía, donde vendían manuscritos judíos de la Biblioteca Central de Moscú para obtener dinero para financiar operaciones revolucionarias e ilegales en Turquía y Oriente Medio. El agente de inteligencia soviético Pável Sudoplátov, el cual en un futuro organizaría el asesinato de León Trotski, escribió en su autobiografía que Blumkin dio la parte de los ingresos de la venta de estos manuscritos a Trotski, el cual se encontraba exiliado entonces Turquía. Según su relato, Elizabeth estableció una relación con Blumkin y posteriormente lo denunció por desvío de fondos, lo cual ocasionó que fuese regresado a Moscú y posteriormente ejecutado. Poco después, en 1929, Elizabeth se casó con Vasily Zarubin, y  viajaron y trabajaron como espías muchos años, haciéndose pasar por una pareja de negocios checoslovaca en Dinamarca, Alemania, Francia y los Estados Unidos.

### En los Estados Unidos
En 1941, Zarubina y su marido Vasily Zarubin fueron enviados a los EE. UU., donde Vasily Zarubin iba a servir como el primer secretario de la Embajada de la Unión Soviética, mientras que Zarubina iba a ser responsable de obtener información sobre el desarrollo de armas nucleares en los EE.UU., así como de reclutar a ingenieros que trabajaban en el Proyecto Manhattan como sus agentes.
En agosto de 1942, Paul Massing, agente alemán al servicio de la Unión Soviética, notificó a la NKVD que su amigo, Franz Neumann, se había unido recientemente a la Oficina de Servicios Estratégicos (OSS). Massing reportó a Moscú que Neumann le había dicho que había completado estudio de la economía soviética para el Departamento Ruso de la OSS. En abril de 1943, Elizabeth Zarubina conoció a Neumann: "(Zarubina) se reunió por primera vez con (Neumann), el cual prometió pasarnos todos los datos que reciba. Según (Neumann), está consiguiendo muchas copias de informes de embajadores estadounidenses... y tiene acceso a los materiales que se refieren a Alemania".
Según Jerrold L. Schecter y Leona Schecter, Zarubina era "una de los agentes más exitosas en el robo de los secretos de la bomba atómica de Estados Unidos". Junto con Gregory Kheifetz (el vicecónsul soviético en San Francisco entre 1941 y 1944), ella presuntamente instaló un círculo social de jóvenes físicos comunistas alrededor de Robert Oppenheimer en el Laboratorio Nacional de Los Álamos para transmitir los planos del arma nuclear a Moscú, y se hizo su amiga para conseguir su objetivo, según las memorias escritas por el General Pável Sudoplátov.
En 1944, el agente de la NKVD Vassili Mironov acusó a los Zarubin de ser dobles agentes y estar en contacto con el FBI. En agosto de 1944, Zarubina y su marido fueron regresados a Moscú para ser interrogados. Se encontró que las acusaciones de Mironov eran falsas; el mismo fue posteriormente arrestado por calumnia. Más tarde ese mismo año,  le fue otorgada la Orden  de la Estrella Roja, por su éxito al reclutar un total de 22 agentes en su red.

## Muerte
Zarubina murió en un accidente de tránsito en Moscú el 14 de mayo de 1987. Fue enterrada en el Cementerio de Kalitnikovsky.

## Documental
La vida de Zarubina como espía es contada en el documental de 2015 “Dos bombas para una espía,” dirigido por Gerard Puechmorel.